# Karl-Adolf Orth
Karl-Adolf Orth (* 16. Februar 1939 in Düsseldorf; † 9. November 2017) war ein deutscher Bürgermeister, Landrat und Vorsitzender des Landkreistages Rheinland-Pfalz.

## Leben
Nach seinem Jurastudium in München und Mainz wurde Orth Regierungsassessor beim Landratsamt in Zell an der Mosel, wo er erste Erfahrungen auf kommunalpolitischer Ebene sammelte. Von 1970 bis 1977 war er Bürgermeister der Stadt Wittlich. Dort setzte er sich in seiner 7-jährigen Tätigkeit für die Entwicklung des Sportzentrums, des Altenzentrums St. Wendelinus, der Renovierung der Synagoge, sowie der Altenbegegnungsstätte und des Kindergartens St. Peter in Wengerohr ein. Am 20. Juli 1977 wurde Orth, der Mitglied der CDU war, im Alter von 38 Jahren von der Landesregierung Rheinland-Pfalz zum Landrat des Kreises Daun ernannt. Orth, der sich für den Eifelverein und für die Europäische Vereinigung für Eifel und Ardennen engagierte, initiierte 1990 im Kreistag die Partnerschaft mit dem Kreis Neuhaus in Thüringen. Während seiner Amtszeit wurde das Seniorenhaus „Regina Protmann“ in Daun errichtet, das über die Jahre stetig wuchs und heute noch einen großen Zuspruch findet. Von 1985 bis 1990 war Orth parallel zu seiner Tätigkeit als Landrat in Daun Vorsitzender des Landkreistages Rheinland-Pfalz und vertrat diesen auch im Präsidium des Deutschen Landkreistages. 1990 ging er nach Mainz, wo er Präsident des Sparkassen- und Giroverbandes Rheinland-Pfalz wurde. Als es dort zu Kritik an seinen Nebeneinkünften kam, wurde er im Sommer 1998 von seinem Amt bei der Sparkassenorganisation abgelöst.